# Wikipedia tiếng Sicilia
Wikipedia tiếng Sicilia (tiếng Sicilia: Wikipìdia) là phiên bản tiếng Sicilia của bách khoa toàn thư trực tuyến miễn phí Wikipedia. Phiên bản này mở cửa vào ngày 5 tháng 10 năm 2004. Đến tháng 8 năm 2025 phiên bản đã có hơn 26.243 bài viết.

## Biểu trưng

Biểu trưng chính thức
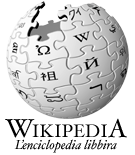
Biểu trưng cũ